# Tele-peatge

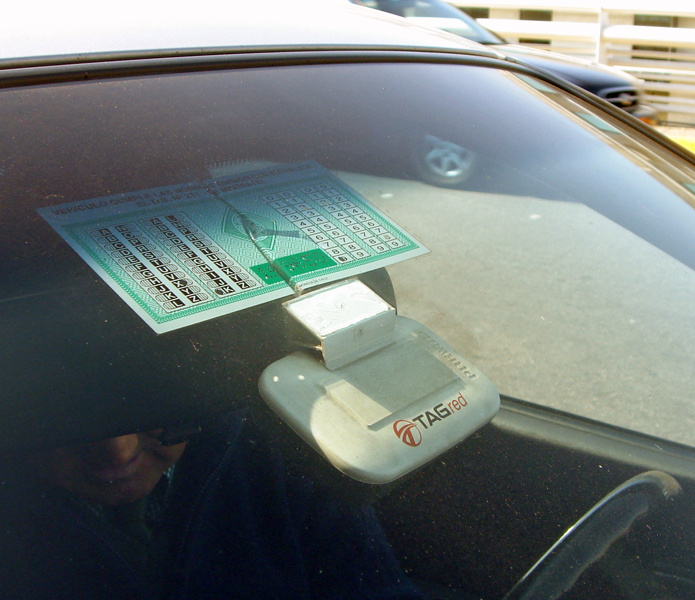
Receptor/emissor ("transponder", anomenat popularment TAG) utilitzat per al cobrament electrònic de peatges instal·lat en el vehicle. La calcomania verda indica que el vehicle posseeix convertidor catalític i que compleix amb les normatives d'emissions de gasos aplicades a la Regió Metropolitana de Santiago. Imatge d'un vehicle xilè.

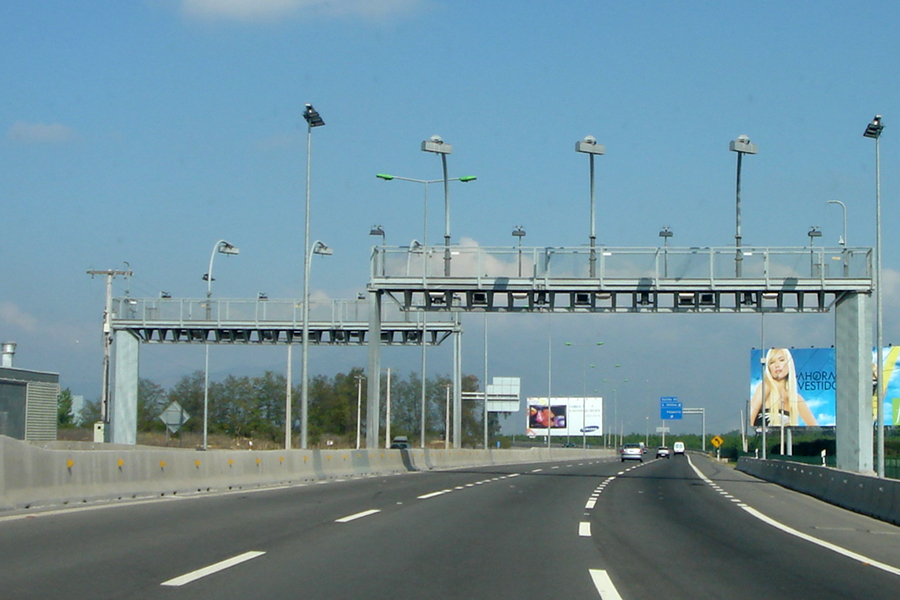
Portal amb els sensors de tele-peatge i càmeres de video per registrar els infractors a les autopistes xilenes.

El cobrament electrònic de peatges (ETC) (en anglès: Electronic Toll Collection) és un sistema que permet realitzar el pagament de la tarifa de peatge sense necessitat d'una transacció física, sinó que mitjançant una tecnologia de comunicació remota es pot realitzar la transferència de manera automàtica i sense que el vehicle hagi de detenir-se per complet assegurant una velocitat constant del flux i no generar congestió de vehicles. Aquesta tecnologia també és coneguda com a free flow.

## Funcionament
El sistema funciona electrònicament entre un pòrtic que es troba a l'autopista, que té a la part superior dispositius de lectura electrònica, i un dispositiu denominat transponder, TAG o televía, el qual va muntat en el parabrisa de l'automòbil i rep i envia informació en passar per sota del pòrtic. El dispositiu en els vehicles no és més gran que una billetera i és lleuger. Aquest sistema sense fil s'ha convertit en l'avantguarda en el cobrament intel·ligent de l'ús de les autopistes, sobretot en països amb molta intensitat de vehicles. Països com Austràlia, Canadà, Xile, Estats Units, Mèxic, Portugal (Via Verd), Espanya (VIA-T) i Israel, entre d'altres, ho utilitzen en les seves autopistes inter-urbanes i urbanes.
Àmpliament utilitzat en autopistes de peatge, l'usuari ha d'adquirir i col·locar un petit dispositiu transmissor/emissor dins del vehicle denominat "transponder", de manera que no és necessari parar per pagar per l'ús de l'autopista, ja que en passar pel lloc de cobrament de peatge, el sistema identificarà a l'usuari i realitzarà la transacció automàticament. D'aquesta manera s'aconsegueix una considerable reducció de cues i temps d'espera. Les tecnologies utilitzades inicialment obligaven al vehicle a reduir la velocitat a 20 o 30 Kph, però actualment la tecnologia permet transitar a la velocitat normal.
Noruega ha estat capdavantera en l'ús generalitzat d'aquesta tecnologia. El primer ús reeixit d'ETC va ser a la ciutat de Bergen l'any 1986, quan va entrar en operació com a complement al cobrament tradicional amb casetes de cobrament de peatge. El 1991, Trondheim va introduir per primera vegada a nivell mundial el cobrament completament automàtic a velocitat normal d'operació, sense possibilitat de cobrament manual. Avui Noruega té 25 carreteres amb peatge operant al 100% amb ETC (veure AutoPASS). Estats Units és l'altre país que compta amb un ús ampli de tele-peatges, però com a complement al cobrament manual en casetes de peatge.

## Aplicació en àrees urbanes i com a mitjà per reduir la congestió

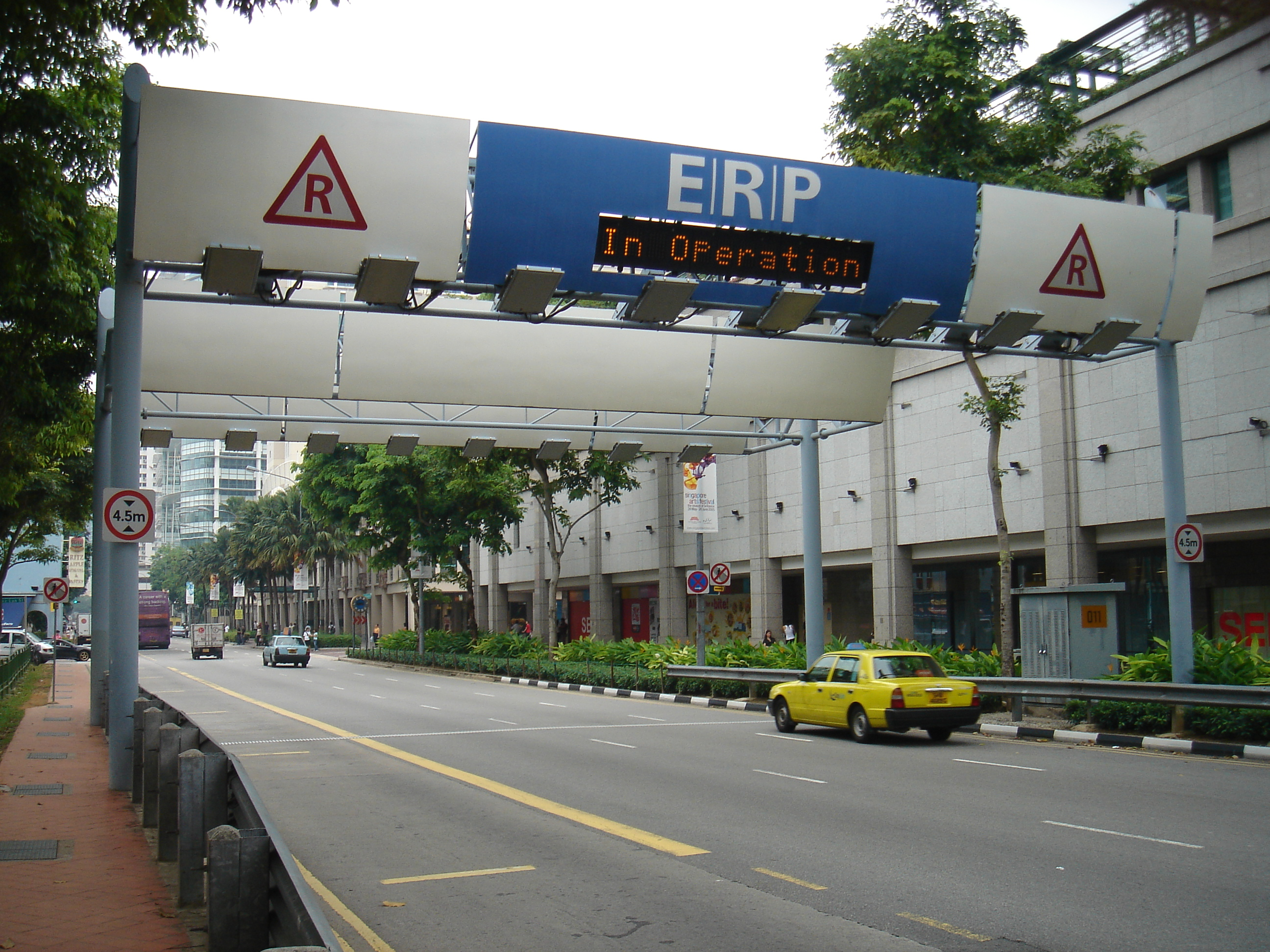
Cobrament Electrònic de Peatges a North Bridge Road, Singapur.

L'aplicació més revolucionària del tele-peatge és en el context de les àrees urbanes congestionades, ja que aquesta teconología permet el cobrament de peatges sense que els vehicles hagin de aturar-se o disminuir la velocitat, evitant així les demores associades al cobrament tradicional per mitjà de casetes de peatge. Aquesta aplicació ha fet possible la concessió de la construcció i operació d'autopistes urbanes al sector privat, així com la introducció o millora del cobrament de peatges urbans com a eina per reduir els viatges dins del centre de ciutats congestionades mitjançant l'aplicació del concepte econòmic de tarifes de congestió. Les primeres implementacions a nivell mundial de peatge urbà electrònic van tenir lloc a letres principals ciutats de Noruega, Bergen (1986), Oslo (1990) i Trondheim (1991) (Urban Tolling in Norway en anglès, implantat amb per a alimentar un fons públic per finançar nous projectes viaris).
Entre 2004 i 2005, a Santiago de Xile van ser implantats els primers sistemes al món de cobrament electrònic de peatges que travessen pel centre comercial de la ciutat i com a part d'un sistema d'autopistes urbanes concessionades (l'Autopista Central, i l'Autopista Costanera Nord), amb tecnologia que permet controlar automàticament tots els ingressos a l'autopista i cobrar per la distància recorreguda. Solucions similars ja havien estat implementades en altres ciutats, però en aquests casos el tele-peatge va ser utilitzat en anells perifèrics o autopistes per evitar el pas pel centre de la ciutat. El cobrament de peatge per mitjans totalment electrònics ha estat utilitzat a Toronto, Canadà des de 1997 (Ruta 407 ETR), en diverses carreteres a Noruega (AutoPASS), a Melbourne, Austràlia des de 2000 (CityLink), i a Tel-Aviv, Israel l'any 2000 (Ruta 6). Mentrestant a Xile el MOP juntament amb Sebastian Piñera volen implementar el TAG a la 8a. regió compresa entre les ciutats de San Pedro i Coronel creant així una concessió per la ja saturada Ruta 160 davant el rebuig de centenars de veïns d'ambdues ciutats, juntament amb l'ajuda dels alcaldes de tota la conca del carbó.
L'aplicació del tele-peatge com a política per regular la congestió s'utilitza en les vies que donen accés a l'àrea central de la ciutat utilitzant transmissors en els cotxes, complementats amb càmeres de video i tecnologia de reconeixement digital de matrícules (per multar als infractors). L'aplicació de tarifes de congestió ja ha estat implementada amb èxit a diverses ciutats: 
- Singapur (1988) va permetre automatitzar el primer sistema de tarifes de congestió implementat al món el 1975, i el control d'accés del qual era realitzat manualment.
- Londres. Iniciat el 2003 i ampliat el 2007.
- Estocolm. S'hi va fer una prova de set mesos (2006), i funciona de forma permanent des d'agost de 2007.

## Equips en els vehicles i procediment de cobrament

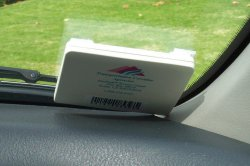
Molts dels sistemes de cobrament usen aparells com aquest en els vehicles, evitant que els vehicles s'aturin.

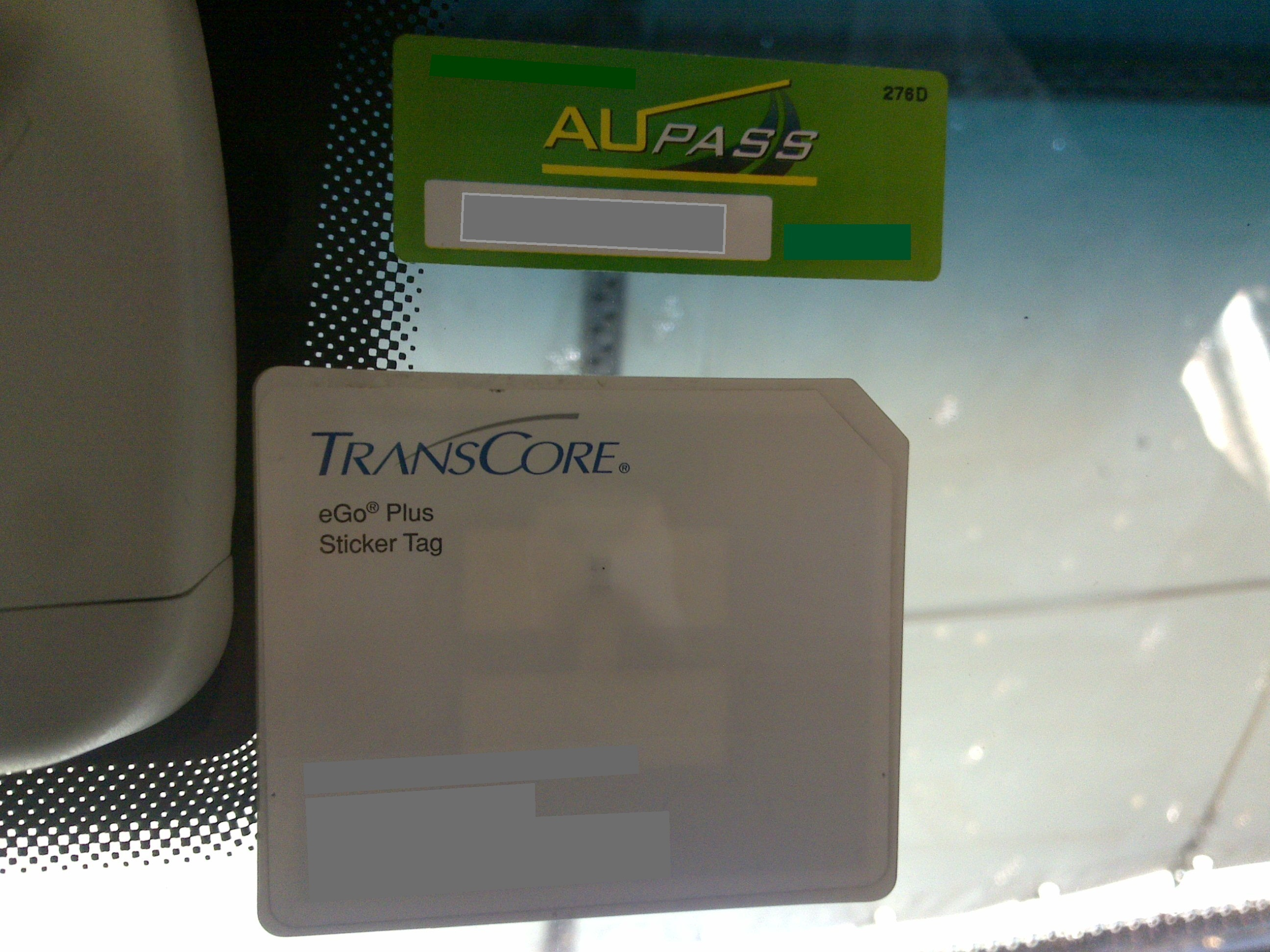
Sticker Tags utilitzats a Argentina. La superior correspon a la tecnologia SIRIT i la inferior a la Tecnologia Sic TransCore

El sistema de peatge electrònic necessita la instal·lació del transponder, TAG o televía, el qual va muntat en el parabrisa de l'automòbil i rep i envia informació en passar per sota del pòrtic. El dispositiu no és més gran que una billetera i és lleuger. L'estàndard usat varia de país en país, per exemple a Xile existeix un únic dispositiu TAG per als cobraments de diverses autopistes, a diferència d'uns altres com Austràlia, on les actuacions han de portar dues i fins i tot tres TAG per a les diferents autopistes.
El procediment per al cobrament del peatge en les autopistes es realitza instal·lant en la via expressa pòrtics de cobrament, marcs elevats sobre l'autopista amb un lector electrònic cobrador per cada carril, dotats a més de càmeres fotogràfiques per al reconeixement de les matrícules i càmeres de vídeo per a la detecció dels vehicles. Quan l'automòbil s'apropa al pòrtic, la matrícula és fotografiada, el dispositiu és activat i detectat pel pòrtic i es genera el cobrament en mil·lèsimes de segon. Al moment del cobrament, el transponder genera una xiuletada característica per indicar-ho. La quantitat de xiulets indica el resultat de la transacció:
- 1 xiulet per indicar que el cobrament va ser reeixit.
- 2 xiulets per indicar que existeix algun problema comercial (deute en mora per exemple).
- 4 xiulets per indicar que hi ha algun problema tècnic amb el transponder.

El cobrament electrònic normalment és acompanyat per un sistema de càmeres de video que registren les plaques dels vehicles que han accedit sense el transmissor, i mitjançant un sistema de reconeixement digital de caràcters, els infractors són identificats i les multes respectives emeses, tot de forma automàtica. Aquest sistema de suport i el cobrament efectiu de les multes són fonamentals per a l'èxit d'aquesta tecnologia. Per disminuir el nombre d'infraccions, en general tots els sistemes compten amb la possibilitat de pagar per ús aïllat sense comptar amb el "transponder". Això s'aconsegueix mitjançant la inscripció prèvia de l'interessat per Internet, o el registre per mitjà d'una trucada o missatge de text enviat pel telèfon cel·lular de prèvia a ingressar a la carretera. Posteriorment el cobrament del peatge ve inclòs en el compte de telèfon o carregat en compte de la targeta de crèdit pre-registrada.